# VANTA's
Verticaal uitgelijnde koolstofnanobuisarrays (VANTA's) zijn een unieke microstructuur bestaande uit koolstofnanobuisjes die met hun lengteas loodrecht op een substraatoppervlak zijn georiënteerd. Deze VANTA's behouden en accentueren vaak de unieke anisotrope eigenschappen van individuele koolstofnanobuizen en bezitten een structuur die nauwkeurig kan worden gecontroleerd. VANTA's kunnen daarom erg nuttig zijn bij diverse huidige en mogelijke apparaattoepassingen.

## Synthese
Er zijn een handvol experimentele technieken beschikbaar om een enkele of een reeks koolstofnanobuisjes uit te lijnen in een vooraf bepaalde richting. De technieken berusten op verschillende mechanismen en zijn daarom van toepassing op verschillende situaties. Deze technieken worden ingedeeld in twee groepen die betrekking hebben op het moment waarop de uitlijning wordt bereikt:
1. in-situ-technieken waarbij de uitlijning tijdens het groeiproces van de koolstofnanobuisjes wordt bereikt
2. ex-situ-technieken waarbij de koolstofnanobuisjes oorspronkelijk in willekeurige oriëntaties groeien en de uitlijning achteraf wordt bereikt, bijvoorbeeld tijdens het apparaatintegratieproces

### Thermische chemische dampdepositie

#### Groeimechanisme
Thermische chemische dampdepositie is een gebruikelijke techniek om uitgelijnde koolstofnanobuisjes te groeien. In het CVD-proces ontleedt een heet koolstofhoudend gas, *verlaat koolstof diffundeert in of rond de katalysatordeeltjes*, en vormt dan een kern van een grafietachtige nanobuiszijwand aan één kristallografisch vlak van de katalysator. De diameter van de katalysator bepaalt rechtstreeks de diameter van de gegroeide nanobuisjes. Er zijn twee primaire groeimodellen voor de CVD-groei van VANTA's: het "tip-growth model" en het "base-growth model". In het geval van het tipgroeimodel ontleedt koolwaterstof aan de bovenzijde van het metaal, diffundeert koolstof door het metaal naar beneden en slaan de koolstofnanobuisjes neer over de metaalonderzijde, waarbij het gehele metaaldeeltje van het substraat wordt geduwd, en blijft groeien totdat het metaal volledig is bedekt met overtollige koolstof en de katalytische activiteit ervan ophoudt. In het geval van het basisgroeimodel vinden de eerste koolwaterstofafbraak en koolstofdiffusie op dezelfde manier plaats als bij de tipgroei, maar de neerslag van koolstofnanobuisjes komt naar buiten uit de apex van het metaaldeeltje en vormt een halfronde koepel, die zich vervolgens uitbreidt in de vorm van naadloze grafietcilinder. De daaropvolgende koolwaterstofontleding vindt plaats aan het onderste perifere oppervlak van het metaal, en de opgeloste koolstof diffundeert naar boven. Bij de meeste thermische CVD-processen groeien de nanobuisjes door middel van de wortel- of basisgroeimethode. De morfologie van zowel de individuele CNT's als de CNT-array wordt bepaald door diverse CVD-groeiparameters, die kunnen worden afgestemd om verticaal uitgelijnde arrays van CNT's met uiteenlopende structuren te verkrijgen.

#### Katalysator
De katalysator maakt de pyrolyse van koolstof en vervolgens de groei van VANTA mogelijk. Katalysatoren zijn meestal metalen met een hoge koolstofoplosbaarheid bij hoge temperaturen en een hoge koolstofdiffusiesnelheid, zoals ijzer (Fe), kobalt (Co) en nikkel (Ni). Andere overgangsmetalen zoals koper (Cu), goud (Au), zilver (Ag), platina (Pt), en palladium (Pd) zijn ook gerapporteerd te katalyseren CNT groei van verschillende koolwaterstoffen, maar hebben een lagere oplosbaarheid van koolstof en bijgevolg lagere groeisnelheden. Vaste organometalloceen zoals ferroceen, kobaltoceen en nikkeloceen zijn ook veelgebruikte katalysatoren. Het blijkt dat de temperatuur en tijd van de thermische en reductiekatalysator voorbehandelingsstappen cruciale variabelen zijn voor een geoptimaliseerde nanodeeltjesverdeling met verschillende gemiddelde diameters, afhankelijk van de initiële filmdikte. Voor CNT-groei door CVD wordt een gesputterde dunne film van katalysator (b.v. 1 nm Fe) aangebracht. Tijdens verhitting ontwatert de film, waardoor ijzereilandjes ontstaan die vervolgens kernen vormen van nanobuisjes. Omdat het ijzer mobiel is, kunnen eilanden samensmelten als ze te lang op de groeitemperatuur worden gehouden voordat de groei van nanobuizen begint. Uitgloeien bij de groeitemperatuur verlaagt de dichtheid van de kernen #/mm2 en vergroot de diameter van de nanobuisjes. Als de nanobuisjes uit de katalysatoreilanden groeien, laten de verdringingseffecten en de vanderwaalskrachten tussen andere CNTs hen geen andere keuze dan verticaal naar het substraat te groeien.
De hoogte van verticaal uitgelijnde CNTs varieert eveneens met de afstand tussen de katalysatordeeltjes. Rapporten hebben aangegeven dat voor verticaal uitgelijnde arrays van CNT bundels, de CNTs groeien langer wanneer er andere CNTs groeien in de buurt van hen, aangegeven door langere CNTs gegroeid op grotere katalysator deeltjes of wanneer katalysator deeltjes zijn dicht bij elkaar geplaatst. Choi et al. meldden een goede morfologie en dichte distributie van VANTAs gegroeid uit nano-poeders van Ni en magnetische vloeistoffen gemengd in polyvinylalcohol met een spincoating op Si en aluminiumoxide. Xiong et al. toonden aan dat monokristallijn magnesiumoxide (MgO) een geschikt substraat is voor de groei van VANTA's met een lengte tot 2,2 mm wanneer het gekatalyseerd wordt met een Fe-katalysator. Er werd ook aangetoond dat het aanbrengen van een monolaag van Mo op een Co-katalysator de verbreding van de SWNT-diameterverdeling in de zoals gegroeid VANTA onderdrukte, terwijl zowel de samenstelling als de hoeveelheid Co en Mo de katalytische activiteit beïnvloedden.

#### Support
Het substraatmateriaal, de oppervlaktemorfologie en de textuureigenschappen hebben een grote invloed op de resulterende VANTA-opbrengst. Enkele voorbeelden van substraten die vaak worden gebruikt bij CVD zijn kwarts, silicium, siliciumcarbide, silica, aluminiumoxide, zeoliet, CaCO3 en magnesiumoxide. De meeste substraten worden gecoat met een onderlaag bestaande uit 10-20 nm aluminiumoxide alvorens de katalysator wordt afgezet. Dit regelt het uitdrogen van de katalysator in eilanden van voorspelbare grootte, en vormt een diffusiebarrière tussen het substraat en de metaalkatalysator. Li et al. hebben VANTA geproduceerd bestaande uit Y-vormige koolstofnanobuisjes door pyrolyse van methaan boven een met kobalt bedekte magnesiumoxidekatalysator op vertakte nanokanaal-aluminiumoxide-sjablonen. Qu et al. gebruikten een op pek gebaseerde koolstofvezel als drager voor de groei van VANTA met behulp van een FePc-koolstofbron. De resulterende array plant zich radiaal voort op het oppervlak van de koolstofvezel.
Zhong e.a. demonstreerden de directe groei van VANTA's op metallische titanium (Ti) coatings met een Fe/Ti/Fe katalysator gesputterd op SiO2/Si wafers. Alvarez et al. melden de mogelijkheid om een alumoxaanoplossing te spinnen als katalysatorondersteuning voor VANTA-groei via CVD. Nadat een conventionele Fe-katalysator op de spin-gecoate drager was verdampt, was het resulterende VANTA-groei-rendement vergelijkbaar met dat van conventionele Al2O3-poederdragers.

#### Koolstofbron
De koolstofbron voor het CVD van VANTA's is meestal een koolstofgas zoals methaan, ethyleen, acetyleen, benzeen, xyleen of koolstofmonoxide. Andere voorbeelden van koolstofprecursoren zijn cyclohexaan, fullereen, methanol en ethanol. De pyrolyse van deze gassen tot koolstofatomen varieert op basis van de ontledingssnelheid bij groeitemperatuur, het koolstofgehalte van de gasmoleculen, en de groeikatalysator. Lineaire koolwaterstoffen zoals methaan, ethyleen, acetyleen, ontleden thermisch tot atomaire koolstof of lineaire dimeren/trimeren van koolstof, en produceren over het algemeen rechte en holle CNTs. Aan de andere kant, cyclische koolwaterstoffen zoals benzeen, xyleen, cyclohexaan, fullereen, produceren relatief gebogen/gebogen CNTs met de buiswanden vaak overbrugd binnen. Uitgelijnde arrays van MWNTs zijn gesynthetiseerd door de katalytische ontleding van ferroceen-xyleen precursor mengsel op kwarts substraten bij atmosferische druk en relatief lage temperatuur (ca. 675 °C).
Eres et al. ontdekten dat de toevoeging van ferroceen aan de gasstroom door thermische verdamping tegelijk met acetyleen de groei van koolstofnanobuizen verbeterde en de VANTA dikte uitbreidde tot 3,25 mm. Ferroceen werd in de gasstroom gebracht door thermische verdamping gelijktijdig met de stroom van acetyleen. Qu et al. meldden een lagedruk CVD-proces op een SiO2/Si wafer dat een VANTA produceert bestaande uit CNTs met gekrulde verstrengelde uiteinden. Tijdens de pyrolytische groei van de VANTAs groeiden de aanvankelijk gevormde nanobuissegmenten van het basisgroeiproces in willekeurige richtingen en vormden een willekeurig verstrengelde nanobuis-toplaag waarop vervolgens de onderliggende rechte nanobuis-arrays uitkwamen. Zhong et al. bestudeerden het zuiver thermische CVD-proces voor SWNT-bossen zonder een etsgas, en toonden aan dat acteylene de belangrijkste groeiprecursor is, en dat de omzetting van elke grondstof naar C2H2 van essentieel belang is voor de SWNT VANTA-groei. Een reactief etsmiddel, zoals water, atomaire waterstof of hydroxylradicalen, kan het venster van de SWNT-bosafzetting verbreden, maar is niet vereist in koudwandige reactoren bij lage druk.
Dasgupta et al. stelden een vrijstaande macrotubulaire VANTA samen met een verstuivingspyrolyse van ferroceen-benzeenoplossing in een stikstofatmosfeer, waarbij de optimale voorwaarde voor de vorming van macrotubulaire geometrie 950 °C, 50 mg/ml ferroceen in benzeen, 1,5 ml/min pompsnelheid van vloeibare precursor en 5 lpm stikstofgasstroomsnelheid bleek te zijn.

#### Temperatuur
Bij een te lage temperatuur zijn de katalysatoratomen niet mobiel genoeg om samen te smelten tot deeltjes voor de vorming van kernen en de groei van nanobuizen en kan de katalytische afbraak van de koolstofprecursor te traag zijn voor de vorming van nanobuizen. Als de temperatuur te hoog is, wordt de katalysator te beweeglijk om deeltjes te vormen die klein genoeg zijn om kernen te vormen en CNT's te laten groeien. Een typisch bereik van groeitemperaturen die geschikt zijn voor de CVD groei van VANTA is 600-1200 °C. De individuele CNT-structuur wordt beïnvloed door de groeitemperatuur; een CVD bij lage temperatuur (600-900 °C) levert MWCNTs op, terwijl een reactie bij hoge temperatuur (900-1200 °C) de voorkeur geeft aan SWCNT, aangezien deze een hogere vormingsenergie hebben. Voor elk CVD-systeem bestaat een kritische temperatuur waarbij de groeisnelheid een maximumwaarde bereikt.
De temperatuursafhankelijkheid van de koolstofnanobuisgroei met ferroceen vertoont een steile daling bij hoge substraattemperaturen en een verlies van verticale uitlijning bij 900 °C. Zhang et al. voerden VANTA-groei uit op een reeks Fe/Mo/vermiculietkatalysatoren en meldden dat met de stijgende groeitemperatuur de uitlijning van CNTs die tussen vermiculieten waren ingebed, slechter werd.

#### Stromingsgeassisteerde groei
Een sleutel tot hoge groeirendementen is een juiste introductie van oxidatiemiddelen onder de gasomgeving, zodat de katalysatordeeltjesoppervlakken zo lang mogelijk actief blijven, wat vermoedelijk wordt bereikt door de competitie tussen amorfe koolstofgroei en sp2 grafietkristalvorming op de katalysatordeeltjes in evenwicht te brengen. Oxidanten kunnen niet alleen amorfe koolstofgroei verwijderen of verhinderen, maar kunnen ook in grafietlagen etsen wanneer zij in hogere dan gunstige concentraties worden gebruikt. Hata et al. rapporteerden verticaal uitgelijnde SWCNTs op millimeterschaal van 2,5 mm lang met behulp van het waterondersteund ethyleen CVD-proces met Fe/Al of aluminiumoxide multilagen op Si wafers. Voorgesteld werd dat gecontroleerde toevoer van stoom in de CVD-reactor fungeerde als een zwakke oxidator en selectief amorfe koolstof verwijderde zonder de groeiende CNTs te beschadigen.

#### Veld-geassisteerde groei
Aangezien alle CNTs elektrisch geleidend zijn, hebben zij de neiging zich te richten naar de elektrische veldlijnen. Er zijn verschillende methoden ontwikkeld om tijdens het CNT groeiproces een voldoende sterk elektrisch veld aan te brengen om een uniforme uitlijning van CNTs op basis van dit principe te verkrijgen. De oriëntatie van de uitgelijnde CNTs is voornamelijk afhankelijk van de lengte van de CNTs en het elektrisch veld naast de thermische randomisatie en vanderwaalskrachten. Deze techniek is gebruikt om VANTAs te kweken door het substraat positief te beïnvloeden tijdens de CVD groei.
Een andere gewijzigde benadering om VANTAs te kweken is het controleren van de oriëntatie van ferromagnetische katalysatoren die één kristallografische magnetische gemakkelijke as hebben. De magnetische gemakkelijke as heeft de neiging evenwijdig te lopen met het magnetisch veld. Dientengevolge kan een toegepaste magnetische kracht deze magnetische katalytische nanodeeltjes oriënteren, zoals katalytische ijzernanodeeltjes en Fe3O4-nanodeeltjes. Omdat alleen een bepaald nanokristallijn facet van katalytische nanodeeltjes katalytisch actief is en de diffusiesnelheid van koolstofatomen op het facet het hoogst is, groeien de CNT's bij voorkeur uit het bepaalde facet van de katalytische nanodeeltjes en zijn de gegroeide CNT's onder een bepaalde hoek georiënteerd.

#### Individueel adresseerbare nanostructuren
Koolstofnanobuizen kunnen worden gegroeid op een aangepast substraat om afzonderlijke elektrische contacten naar elke nanostructuur mogelijk te maken. Deze groei van nanobuizen wordt bereikt door het lithografisch plaatsen van metalen sporen gescheiden door isolatiemateriaal, en deze sporen te verbinden met afzonderlijke katalysatorplaatsen op het substraatoppervlak. De nanobuisjes worden vervolgens gegroeid zoals normaal bij CVD en een reeks reacties bij de katalysator vormt een enkele verbinding tussen een nanobuisje en een metaalcontact. De nanostructuren kunnen dan afzonderlijk worden gefunctionaliseerd en hun elektrische reacties kunnen afzonderlijk worden gemeten zonder overspraak en andere knelpunten die het gevolg zijn van array heterogeniteit. Deze techniek, die een precieze plaatsing en configuratie van individuele nanobuisjes mogelijk maakt, ontsluit en verbetert een brede waaier van toepassingen voor VANTA's: diagnostische tests voor vele analyten tegelijk, supercapacitoren met hoge energiedensiteit, veldeffecttransistoren, enz.

### Plasma versterkte CVD

#### Groeimechanisme
Bij plasmaversterkte CVD-procédés (PECVD) produceren gelijkstroom-, radiofrequentie- of microgolven plasma's die in eerste instantie de synthesetemperatuur van CNT's verlagen. Tegelijkertijd wordt ook een elektrisch veld (gelijkstroom of wisselstroom) opgewekt op het substraatoppervlak om de voortplanting van de CNT's te sturen. Het DC-PECVD proces voor verticaal uitgelijnde CNT arrays omvat vier basisstappen: evacuatie, verwarming, plasma generatie, en koeling. Een typische procedure wordt uitgevoerd bij een druk van 8 torr in NH3 en bij een groeitemperatuur in het bereik van 450-600 °C. Zodra de temperatuur en de druk gestabiliseerd zijn, wordt een gelijkspanning van 450-650 V aangelegd op de opening tussen twee elektroden om een elektrische ontlading (plasma) over het monster tot stand te brengen. De groeitijd kan variëren van een paar minuten tot uren, afhankelijk van de groeisnelheid en de gewenste CNT-lengte. Wanneer het einde van de groeitijd is bereikt, wordt de bias spanning onmiddellijk verwijderd om het plasma te beëindigen.
Zhong et al. meldden een nieuwe point-arc microgolf plasma CVD apparaat gebruikt om SWNTs op Si substraten bekleed met een sandwich-achtige nano-laag structuur van 0,7 nm Al2O3/0,5 nm Fe / 5-70 nm Al2O3 door conventionele hoge frequentie sputteren. De groei van extreem dichte en verticaal uitgelijnde SWNTs met een bijna constante groeisnelheid van 270 mm/h binnen 40 min bij een temperatuur van slechts 600 °C werd voor het eerst aangetoond en de volumedichtheid van de zoals gegroeid SWNT films is hoger dan 66 kg/m3.

#### Katalysator
De vorming van een dichte en relatief uniforme laag van katalysator nanodeeltjes is ook essentieel voor verticaal uitgelijnde SWCNT groei met behulp van de PECVD methode. Amaratunga et al. rapporteerden de groei van verticaal uitgelijnde CNTs met behulp van een gelijkstroom PECVD-techniek met een Ni en Co katalysatorsysteem. Hun resultaten tonen aan dat de uitlijning van verticaal uitgelijnde CNTs afhankelijk is van het elektrisch veld en dat de groeisnelheid kan worden gewijzigd afhankelijk van de CNT diameter, die een maximum bereikt als functie van de groeitemperatuur. VANTAs bestaande uit SWNTs zijn gegroeid zo lang als 0,5 cm. Zhong et al. meldden een nieuw punt-boog microgolf plasma CVD apparaat gebruikt om SWNTs op Si substraten bekleed met een sandwich-achtige nano-laag structuur van 0,7 nm Al2O3/0,5 nm Fe / 5-70 nm Al2O3 door conventionele hoge frequentie sputteren. De groei van extreem dichte en verticaal uitgelijnde SWNTs met een bijna constante groeisnelheid van 270 mm/h binnen 40 min bij een temperatuur van slechts 600 °C werd voor het eerst aangetoond en de volumedichtheid van de zoals gegroeid SWNT films is hoger dan 66 kg/m3.

#### Support
Voor PECVD-processen moet het substraat chemisch stabiel zijn onder het plasma, dat rijk is aan H-soorten. Sommige zwak gebonden oxiden, zoals indiumoxide, kunnen in dit plasma snel worden gereduceerd en zijn daarom gewoonlijk niet geschikt als substraat of onderlaag. Het substraat moet ook elektrisch geleidend zijn om een continue gelijkstroom door het oppervlak te houden waar de CNT's uit groeien. De meeste metalen en halfgeleiders zijn zeer goede substraatmaterialen, en isolerende substraten kunnen eerst van een geleidende laag worden voorzien om goed te werken voor de PECVD VANTA groei.

#### Koolstofbron
C2H2 wordt gewoonlijk geïntroduceerd om de CNT-groei op gang te brengen tijdens PECVD van VANTAs. De stroomsnelheidverhouding van NH3:C2H2 is gewoonlijk ongeveer 4:1 om de vorming van amorfe koolstof tot een minimum te beperken. Behr et al. bestudeerden het effect van waterstof op de katalysatornanodeeltjes tijdens de PECVD van VANTAs, en toonden aan dat bij H2-to-CH4-verhoudingen van ongeveer 1 ijzerkatalysatornanodeeltjes worden omgezet in Fe3C en goed gegraveerde nanobuisjes groeien uit langgerekte Fe3C-kristallen. H2-to-CH4-verhoudingen groter dan 5 in het voedingsgas resulteren in hoge waterstofconcentraties in het plasma en sterk reducerende omstandigheden, waardoor de omzetting van Fe naar Fe3C wordt verhinderd en slecht gegraveerde nanovezels met dikke wanden groeien.

#### Temperatuur
Een van de belangrijkste voordelen van het gebruik van PECVD-groeitechnieken is de lage groeitemperatuur. De ionisatie van de neutrale koolwaterstofmoleculen in het plasma vergemakkelijkt het breken van de C-H bindingen en verlaagt de activeringsenergie van de CNT-groei tot ongeveer 0,3eV, in tegenstelling tot de 1,2eV die nodig is voor thermische CVD-processen.

#### Elektroforetische afzetting
CNT-oplossingen kunnen VANTA's vormen door uitlijning langs DC of AC elektrische veldlijnen. De CNTs worden gepolariseerd in de suspensie door het elektrisch veld als gevolg van diëlektrische mismatch tussen CNTs en de vloeistof. Het polarisatiemoment roteert de CNTs naar de richting van de elektrische veldlijnen, waardoor ze in een gemeenschappelijke richting worden uitgelijnd. Na uitgelijnd te zijn, worden de CNTs met de substraten eruit gehaald en gedroogd om functionele VANTAs te vormen.

#### Mechanische rek
Willekeurig georiënteerde CNTs op een substraat kunnen worden uitgerekt om de film recht te trekken en te ontwarren door het substraat te breken en de uiteinden uit elkaar te trekken. De uitgelijnde CNTs zijn evenwijdig aan elkaar en staan loodrecht op de scheur. De strekmethode kan macroscopisch de CNTs uitlijnen terwijl het geen deterministische controle biedt over individuele CNT uitlijning of positie tijdens assemblage.

## Huidige toepassingen

### Veld-emissie apparaten
CNTs hebben hoge aspect ratio's (lengte gedeeld door diameter) en induceren zeer hoge lokale elektrische veld intensiteiten rond de tips. Veldemissie in vaste stoffen treedt op in intense elektrische velden en is sterk afhankelijk van de werkfunctie van het emitterende materiaal. In een parallelle plaatopstelling wordt het macroscopische veld Emacro tussen de platen gegeven door Emacro = V/d, waarbij d de plaatafstand is en V de aangelegde spanning. Indien op een plaat een scherp voorwerp wordt gemaakt, dan is het lokale veld Elocal op de top daarvan groter dan Emacro en kan worden gerelateerd aan: Elocal=γ×Emacro De parameter γ wordt de veldversterkingsfactor genoemd en wordt in principe bepaald door de vorm van het voorwerp. Typische veldversterkingsfactoren van 30.000 tot 50.000 kunnen worden verkregen uit individuele CNTs, waardoor VANTAs een van de beste elektron-emitterende materialen zijn.

### Zwartelichaamsabsorber
Hoofdartikel: Vantablack
VANTAs bieden een uniek licht absorberend oppervlak door hun extreem lage brekingsindex en de nanoschaal oppervlakteruwheid van de uitgelijnde CNTs. Yang et al. toonden aan dat VANTAs met lage dichtheid een ultralage diffuse reflectie vertonen van 1 × 10-7 met een overeenkomstige geïntegreerde totale reflectie van 0,045%. Hoewel VANTA zwarte coatings direct moeten worden overgebracht of gegroeid op substraten, in tegenstelling tot zwarte coatings bestaande uit willekeurige netwerken van CNTs die kunnen worden verwerkt tot CNT verven, worden ze beschouwd als het zwartste door de mens gemaakte materiaal op aarde.
VANTA zwartelichaamsabsorbers zijn dus nuttig als strooilichtabsorbers om de resolutie van gevoelige spectroscopen, telescopen, microscopen en optische detectieapparaten te verbeteren. Verschillende commerciële optische zwarte coatingproducten zoals Vantablack en adVANTA nanotube optische zwarten zijn geproduceerd uit VANTA coatings. VANTA-absorbers kunnen ook de absorptie van warmte verhogen in materialen die worden gebruikt in geconcentreerde zonne-energietechnologie, alsmede in militaire toepassingen zoals thermische camouflage. Visuele weergaven van VANTA-absorbers hebben belangstelling gewekt bij kunstenaars die ook voordeel willen halen uit het doven van schaduwen van ruwe oppervlakken. Onlangs werd Vantablack gebruikt door kunstenaar Asif Khan om het Hyundai Paviljoen in Pyeongchang te creëren voor de Olympische Winterspelen van 2018.

### Koolstofvezeltouwen
VANTA's kunnen worden verwerkt door vluchtige oplossingen of worden gedraaid om te condenseren in gesponnen CNT-garens of -kabels. Jiang et al. toonden een spin- en twijnmethode aan die een CNT-garen vormt uit een VANTA dat zowel een ronde doorsnede als een treksterkte van ongeveer 1 GPa oplevert. De treksterkten van CNT garens gesponnen uit ultra-lange CNT arrays van 1 mm hoogte kunnen variëren van 1,35 tot 3,3 GPa.

### Unidirectionele vellen
Lui et al. beschrijven manieren om de fysische eigenschappen van vellen gesponnen uit CNT arrays te controleren, met inbegrip van de dikte van de katalysatorfilm, om de buisdiameterverdeling te controleren en de groeitijd om de buislengte te controleren. Deze eigenschappen kunnen worden gebruikt om de elektrische en optische eigenschappen van de uit de array gesponnen vellen te controleren. De platen kunnen nuttig zijn voor wetenschappelijke toepassingen, zoals de polarisatie van licht door de plaat (de mate van polarisatie kan ook worden geregeld door de temperatuur van de plaat).

### Zelfklevende films
Biomimicry studies gericht op het repliceren van de adhesie van gekko voeten op gladde oppervlakken hebben succes gemeld met VANTA als een droge kleeflaag. Qu et al. was in staat om VANTA films aan te tonen die macroscopische kleefkrachten vertoonden van ~100 newton per vierkante centimeter, dat is bijna 10 keer dat van een gekkovoet. Dit werd bereikt door het afstemmen van de groeiomstandigheden van de VANTA om krullen te vormen aan het eind van de CNTs, die sterkere interfaciale interacties bieden, zelfs met een glad oppervlak. Qu et al. toonden ook aan dat de kleefeigenschappen minder temperatuurgevoelig waren dan superlijm en scotch tape.

### Gassensor
VANTAs maken de ontwikkeling van nieuwe sensoren en/of sensorchips mogelijk zonder de noodzaak van directe manipulatie van individuele nanobuisjes. De uitgelijnde nanobuis structuur biedt verder een groot goed gedefinieerd oppervlak en de mogelijkheid om het koolstof nanobuis oppervlak te modificeren met verschillende transductie materialen om effectief de gevoeligheid te verhogen en het bereik van analyten te detecteren verbreden. Wei et al. rapporteerden een gassensor vervaardigd door een VANTA gedeeltelijk te bedekken met een polymeercoating top-down langs hun buislengte door een druppel polymeeroplossing (b.v. poly(vinylacetaat), PVAc, polyisopreen, PI) op de nanobuisfilm te deponeren, de samengestelde film als een vrijstaande film om te keren, en dan twee strookelektroden van goud te sputteren over de nanobuisarrays die uit de polymeermatrix uitstaken. Het flexibele VANTA-apparaat bleek met succes chemische dampen waar te nemen door het volgen van geleidbaarheidsveranderingen veroorzaakt door de ladingsoverdrachtinteractie met gasmoleculen en/of de inter-buisafstandsveranderingen veroorzaakt door polymeerzwelling via gasabsorptie. Tot op heden hebben CNTs aangetoond gevoelig te zijn voor gassen zoals NH3, NO2, H2, C2H4, CO, SO2, H2S, en O2.

### Biologische sensor
VANTA's fungeren als wouden van moleculaire draden om elektrische communicatie tussen de onderliggende elektrode en een biologische entiteit mogelijk te maken. De belangrijkste voordelen van VANTAs zijn de nanosize van het CNT-sensorelement en de overeenkomstige kleine hoeveelheid materiaal die nodig is voor een detecteerbare respons. De goed uitgelijnde CNT arrays zijn gebruikt om te werken als ribonucleïnezuur (RNA) sensoren, enzymen sensoren, DNA-sensoren, en zelfs eiwit sensoren. Gelijkaardige VANTA's van MWNTs, gegroeid op platina substraten, zijn nuttig voor amperometrische elektroden waar de geoxygeneerde of gefunctionaliseerde open uiteinden van nanobuizen worden gebruikt voor de immobilisatie van biologische soorten, terwijl het platina substraat zorgt voor de signaaltransductie. Om de selectiviteit en gevoeligheid van amperometrische biosensoren te verhogen, worden vaak kunstmatige mediatoren en permselectieve coatings gebruikt bij de fabricage van de biosensor. Kunstmatige bemiddelaars worden gebruikt om elektronen tussen het enzym en de elektrode te pendelen en zo werking bij lage potentialen mogelijk te maken. Gooding et al. toonden aan dat verkorte SWNTs door zelfassemblage normaal op een elektrode kunnen worden uitgelijnd en als moleculaire draden fungeren om elektrische communicatie mogelijk te maken tussen de onderliggende elektrode en redox-eiwitten die covalent aan de uiteinden van de SWNTs zijn gehecht. De hoge snelheid van elektronenoverdracht door de nanobuisjes naar redox-eiwitten wordt duidelijk aangetoond door de overeenkomst in de snelheidsconstante voor elektronenoverdracht naar MP-11, ongeacht of SWNTs aanwezig zijn of niet.

### Thermische interfacematerialen
VANTA interfaces zijn meer thermisch geleidend dan conventionele thermische interface materialen bij dezelfde temperaturen omdat fononen zich gemakkelijk voortplanten langs de zeer thermisch geleidende CNT's en dus warmte wordt getransporteerd in één richting langs de uitlijning van de CNT's. De verdeling en uitlijning van de thermisch geleidende CNT vullers zijn belangrijke factoren om het fonentransport te beïnvloeden. Huang et al. toonden een thermisch geleidende composiet aan met een verbetering van 0,65W/m/K met een 0,3wt% lading VANTA, terwijl de verbeterde thermische geleidbaarheid van een composiet met 0,3 wt% lading van willekeurig verdeelde CNT onder 0,05 W/m/K ligt. Tong et al. meldden dat CNT arrays effectief kunnen worden gebruikt als thermische interface materialen (TIM) vanwege hun hoge geleidbaarheid, die zij rapporteren als ~105 W/m2/K. Thermische interface materialen zijn materialen die de thermische geleiding aan oppervlakken kunnen verbeteren door het hebben van hoge thermische geleidbaarheid, het is nuttig om materialen te hebben die kunnen worden ontworpen om elke geometrie te passen. Bovendien maakt de geometrie van VANTA systemen anisotrope warmteoverdracht mogelijk. Ivanov et al. ontdekten dat anisotrope warmteoverdracht kan worden bereikt met VANTAs: zij bereikten thermische diffusiviteiten tot 2.·10·2 cm2/s, anisotropie verhoudingen tot 72, en vonden thermische geleidingsvermogens groter dan die van materialen die tegenwoordig in micro-elektronica worden gebruikt. De warmteoverdrachtseigenschappen zijn sterk afhankelijk van de structuur van de array, zodat de voor de vervaardiging gebruikte methoden uniform en reproduceerbaar moeten zijn om op grote schaal te kunnen worden gebruikt. Defecten in de structuur kunnen ook de warmteoverdrachtseigenschappen van het materiaal drastisch verstoren.

### Zonnecellen
Verticaal uitgelijnde periodieke arrays van koolstof nanobuisjes (CNTs) worden gebruikt om topografisch verbeterde licht-vangende fotovoltaïsche cellen te maken. De CNTs vormen het achtercontact van het apparaat en dienen als een steiger om de fotoactieve heterojunctie te ondersteunen. Met behulp van moleculaire bundelepitaxie worden CdTe en CdS afgezet als de p/n-type materialen en met ion-geassisteerde afzetting wordt een conforme coating van indium-tinoxide afgezet als het transparante topcontact. De geproduceerde fotostroom "per cm2 voetafdruk" voor het CNT-gebaseerde apparaat is 63 maal die van een commercieel beschikbaar planair eenkristal siliciumapparaat.

### Transistors
VANTA's van SWNTs met perfect lineaire geometrieën zijn toepasbaar als hoogwaardige p- en n-kanaal transistoren en unipolaire en complementaire logische poorten. De uitstekende eigenschappen van de apparaten vloeien rechtstreeks voort uit een volledige afwezigheid, binnen experimentele onzekerheden, van defecten in de arrays, zoals gedefinieerd door buizen of segmenten van buizen die verkeerd zijn uitgelijnd of niet-lineaire vormen hebben. Het grote aantal SWNTs maakt uitstekende prestatiekenmerken op apparaatniveau en goede apparaat-tot-apparaat uniformiteit mogelijk, zelfs met SWNTs die elektronisch heterogeen zijn. Metingen aan p- en n-kanaaltransistoren met zo veel als ongeveer 2100 SWNTs onthullen mobiliteiten op apparaatniveau en transgeleiding van ongeveer 1000 cm2 V-1 s-1 en 3000 S m-1, respectievelijk, en met stroomopbrengsten tot ongeveer 1 A in apparaten die met elkaar verbonden elektroden gebruiken.

### Laag-diëlektrisch materiaal
De lage κ materialen met lage relatieve diëlektrische constanten worden gebruikt als de isolerende lagen in geïntegreerde schakelingen om de koppelingscapaciteit te verminderen. De relatieve diëlektrische constante van elektrisch isolerende lagen kan verder worden verminderd door holten in de laag-κ materialen aan te brengen. Indien langwerpige en georiënteerde poriën worden gebruikt, is het mogelijk de effectieve κ waarde aanzienlijk te verminderen zonder het aandeel van het holtevolume in een diëlektricum te verhogen. De CNTs in VANTAs hebben een hoge aspectverhouding en kunnen worden gebruikt om langgerekte, georiënteerde poriën in een laag-κ diëlektricum in te brengen om de effectieve κ-waarde van het diëlektricum verder te verlagen.

### Katalysatorondersteuning
Palladium ondersteund op verticaal uitgelijnde meerwandige koolstofnanobuisjes (Pd/VA-CNTs) wordt gebruikt als katalysator voor de C-C-koppelingsreacties van p-joodonitrobenzeen met styreen en ethylacrylaat onder microgolfbestraling. Pd/VA-CNTs katalysator vertoont een hogere activiteit in vergelijking met Pd ondersteund op actieve kool, onder dezelfde reactie-omstandigheden. Door de microgolfbestraling wordt de kinetiek van de reactie sterk versneld in vergelijking met die verkregen met een traditionele verwarmingswijze. De macroscopische vorm van de uitgelijnde CNTs ondersteuning maakt een gemakkelijke terugwinning van de katalysator mogelijk, waardoor kostbare scheidingsprocessen na de reactie vermeden worden. Bovendien leidt de interactie tussen de actieve fase en de drager tot een verwaarloosbare uitloging van palladium tijdens recyclagetests. De waargenomen resultaten geven aan dat Pd/CNTs een recyclebaar en stabiel heterogeen katalytisch systeem is.

### Brandstofcel
Brandstofcellen bestaan uit drie ingeklemde segmenten: een anode, een elektrolyt en een kathode, in een reactiecel waar elektriciteit wordt geproduceerd in de brandstofcellen door de reacties tussen een externe brandstof en een oxidant in de aanwezigheid van een elektrolyt. De anode bevat een katalysator die de brandstof oxideert, waarbij de brandstof wordt omgezet in positief geladen ionen en negatief geladen elektronen. Deze brandstof bestaat meestal uit waterstof, koolwaterstoffen en alcoholen. De elektrolyt blokkeert het transport van elektronen terwijl het ionen geleidt. De ionen die door de elektrolyt reizen worden weer verenigd aan de kathode met de elektronen die door een lading gaan tijdens een reactie met een oxidant om water of kooldioxide te produceren. Ideale anodedragers voor de afzetting van katalytische nanodeeltjes zijn poreuze geleidende materialen om de elektrokatalytische activiteit te maximaliseren. VANTA's zijn daarom ideale materialen vanwege hun intrinsieke hoge geleidbaarheid, grote oppervlakte en stabiliteit in de meeste brandstofcelelektrolyten. Een typische katalysator die op VANTA-anoden wordt afgezet is platina, dat op de afzonderlijke CNTs van de VANTA kan worden geëlektrodeerd. De elektrokatalytische activiteit aan de anode is optimaal wanneer de Pt-deeltjes uniform gedispergeerd zijn binnen de VANTA.

### Uitdagingen die commercialisering in de weg staan
Er zijn drie belangrijke problemen die de commercialisering op grotere schaal van koolstofnanobuis-gebaseerde technologie in de weg staan: Het scheiden van metallische en halfgeleidende nanobuisjes, een hoge overgangsweerstand door een zeer klein contactoppervlak, en het precies plaatsen van de nanobuisjes (nanometerresolutie) waar ze in het circuit moeten komen. Er is veel werk verricht om de contactweerstand in koolstofnanobuis-elementen te verlagen. Onderzoekers van UC Berkeley ontdekten dat toevoeging van een interfaciale grafietlaag tijdens de synthese de contactweerstand verminderde. Onderzoekers bij IBM Watson hebben ook chemische steigers aangebracht op het basiscontactpunt van de nanobuis, met een soortgelijk effect.